# Cape Point (wijnstreek)
Cape Point of Kaappunt in het Afrikaans is een wijnstreek in Zuid-Afrika en ligt op het Kaapse Schiereiland. 

## Ligging
De wijngaarden liggen vooral op de westelijke hellingen. 

## Oppervlak
Het is een relatief klein gebied van 32 hectare. 

## Klimaat
Het klimaat is relatief koel vanwege de ligging aan zee. 

## Druivenrassen
Met name de witte variëteiten Sémillon, Sauvignon Blanc worden er verbouwd.